# Robert Pierpont Blake
Robert Pierpont Blake (1er novembre 1886 - 9 mai 1950) est un byzantiniste américain et un spécialiste des cultures arménienne et géorgienne.

## Biographie
Robert P. Blake est né à San Francisco le 1er novembre 1886. En tant que boursier John Harvard Traveling Fellow, il étudie entre 1911 et 1918, en Russie où il maîtrise le russe et commence son étude de l'arabe, du syriaque, de l'arménien et du géorgien.
En 1918, pour le compte de l'Université d'État de Saint-Pétersbourg, il arrive en Géorgie pour mettre à jour les catalogues contradictoires des manuscrits de Tbilissi, puis pour enquêter sur divers textes de la Bible. Il devient professeur à l'Université d'État de Tbilissi lors de sa fondation au début de 1918. Il y reste et enseigne la langue grecque et l'histoire byzantine jusqu'à la soviétisation de la République démocratique géorgienne. En tant que volontaire, il combat les envahisseurs russes près de Tbilissi à Tabakhmela en février 1921.
En 1921, il est nommé à Harvard où il devient plus tard professeur. Il joue un rôle déterminant dans la promotion des études byzantines aux États-Unis. Il apporte également une contribution importante à l'étude des manuscrits géorgiens médiévaux, dont beaucoup ont été trouvés par Blake en Palestine et au Mont Athos. Il est élu à l'Académie américaine des arts et des sciences en 1927 et à la Société américaine de philosophie en 1944,. Il est décédé à Cambridge, Massachusetts, le 9 mai 1950.